# 30 juillet 1993
Le vendredi 30 juillet 1993 est le 211e jour de l'année 1993.

## Naissances
- Alessandro Haemmerle, snowboardeur autrichien
- Alessio Bertaggia, joueur de hockey sur glace suisse
- André Gomes, joueur de football portugais
- Dmitri Ismaguilov, joueur russe de hockey sur glace
- Gianluca Caprari, footballeur italien
- Ilse Paulis, rameuse néerlandaise
- Jacob Faria, joueur américain de baseball
- Michaela Meijer, athlète suédoise
- Miho Miyazaki, chanteuse japonaise
- Naito Ehara, nageur japonais
- Nina Herelová, joueuse slovaque de volley-ball
- Olivier Philippaerts, cavalier belge de saut d'obstacles
- Roman Schaad, fondeur suisse
- Yōko Tanaka, joueuse de football japonaise
- Yuki Togashi, joueur de basket-ball japonais

## Décès
- Don Myrick (né le 6 avril 1940), musicien américain
- Edward Bernard Raczyński (né le 19 décembre 1891), homme d'État polonais
- Edward E. Jones (né le 11 août 1927), psychologue et professeur d'université américain
- Willard MacGregor (né le 15 octobre 1901), pianiste classique américain

## Événements
- Création du drapeau de la Kalmoukie
- Sortie du jeu vidéo Rocky Rodent
- Sortie du film Sacré Robin des Bois